# Żary (district)
Żary (powiat żarski) is een Pools district (powiat) in de woiwodschap Lubusz. Het district heeft een oppervlakte van 1393,49 km² en telt 98.625 inwoners (2014).

## Steden
- Jasień (Gassen)
- Lubsko (Sommerfeld)
- Łęknica (Lugknitz)
- Żary (Sorau)

Stadsdistricten:
Gorzów Wlkp. · Zielona Góra 

Districten:
Gorzów · Krosno · Międzyrzecz · Nowa Sól · Słubice · Strzelce-Drezdenko · Sulęcin · Świebodzin · Wschowa · Zielona Góra · Żagań · Żary